# باول غونزالفز
باول غونزالفز (بالإنجليزية: Paul Gonsalves)‏ هو عازف ساكسفون أمريكي، ولد في 12 يوليو 1920 في بروكتون في الولايات المتحدة، وتوفي في 15 مايو 1974 في لندن في المملكة المتحدة بسبب جرعة زائدة.

## وصلات خارجية
- باول غونزالفز على موقع ميوزك برينز (الإنجليزية)
- باول غونزالفز على موقع أول ميوزيك (الإنجليزية)
- باول غونزالفز على موقع ديسكوغز (الإنجليزية)